# 헌법재판소

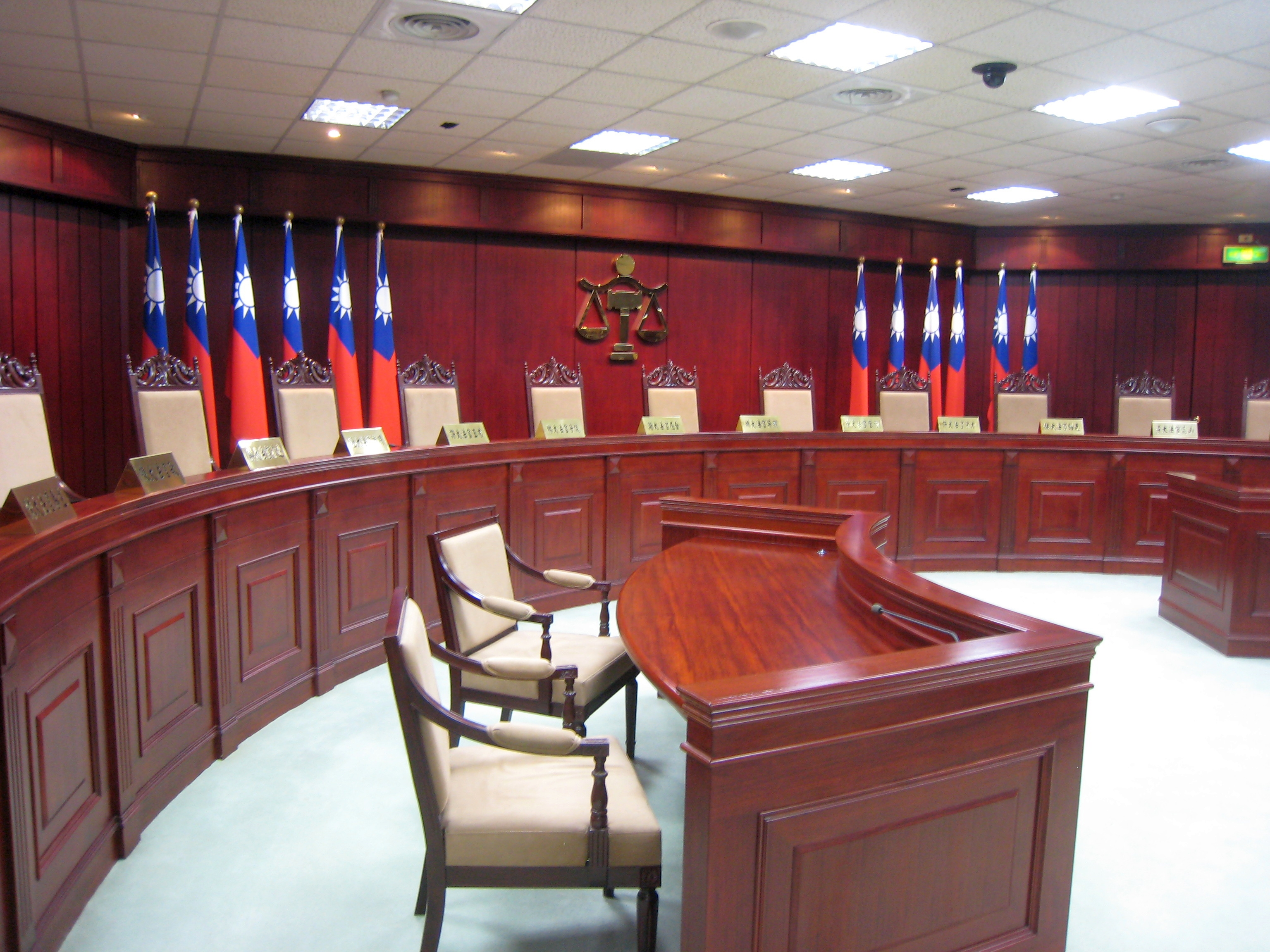
중화민국의 헌법재판소에 해당하는 중화민국 사법원 대법관회의 법정 전경

헌법재판소(憲法裁判所, 영어: constitutional court) 또는 헌법법원(憲法法院)은 주로 헌법에 관한 헌법재판을 관장하는 최고 법원이다.

## 유래
일반 법원과 분리되어 사법심사 등 헌법재판 기능을 관장하는 별도의 최고 법원을 둔 최초의 사례는 1919년에 설치된 오스트리아의 헌법재판소로, 이는 오스트리아계 법학자 한스 켈젠의 사상에 영향을 받은 것이다. 같은 사상에 영향을 받은 대륙법계 국가들이 전후에 헌법재판의 필요성을 인정하게 되면서 주로 일반 법원과 분리된 별도의 헌법재판소를 설치하는 헌법 개정을 이뤄내게 된다. 반면 영미법계 국가들은 전통적으로 사법심사를 사법부의 핵심적인 기능이라고 보고 있었으므로 굳이 별도의 헌법재판소를 설치하지 않고 단일화된 최고 법원에서 사법심사 등 헌법재판 기능을 담당하도록 하였다. 대한민국 헌법재판소는 독일, 오스트리아의 모델을 따라 제9차 헌법 개정으로 1988년에 설치되었다.

## 기능
헌법재판소는 헌법에 관한 재판으로서 헌법재판을 수행한다. 현대의 헌법은 일반적으로 통치구조와 기본권에 관한 사항을 모두 포함하므로 통치구조에 관한 탄핵심판, 권한쟁의심판, 정당해산심판과 기본권을 침해하는 위헌적 법률에 대한 사법심사 또는 위헌적 공권력 행사에 대한 헌법소원심판이 헌법재판의 주요한 뼈대를 이루게 된다. 그러나 헌법은 각국의 역사적, 제도적 특수성을 반영하기에 헌법재판을 일의적으로 정의하기는 어려우므로 국가별 헌법재판소 또는 대법원의 관할권을 구체적으로 나누어 살펴볼 필요가 있다.

## 나라별 헌법재판소

### 헌법재판소가 있는 나라
헌법재판소가 있는 나라는 다음과 같다.
- 과테말라
- 남아프리카 공화국
- 대한민국 - 헌법재판소
- 독일 - 연방헌법재판소
- 라트비아
- 러시아 - 러시아 헌법재판소
- 루마니아
- 리투아니아
- 마다가스카르
- 마케도니아
- 몰도바
- 몽골
- 벨기에
- 벨라루스
- 보스니아 헤르체고비나
- 불가리아
- 세르비아
- 스페인
- 슬로바키아
- 슬로베니아
- 아르메니아
- 아제르바이잔
- 알바니아
- 오스트리아
- 우즈베키스탄
- 우크라이나
- 이탈리아
- 조지아
- 중앙아프리카 공화국
- 중화민국 - 중화민국 사법원
- 체코
- 칠레
- 카자흐스탄
- 크로아티아
- 키르기스스탄
- 타지키스탄
- 터키 - 터키 헌법재판소
- 투르크메니스탄
- 페루
- 포르투갈
- 폴란드
- 프랑스 - 헌법평의회
- 핀란드 - 헌법위원회
- 헝가리

### 일반 법원에서 헌법재판을 하는 나라
- 미국
- 일본
- 오스트레일리아
- 영국
- 필리핀

## 같이 보기
- 사법부
- 법원
- 헌법재판